# Sencity Building
Sencity Building (jap. センシティビルディング) – budynek biurowy znajdujący się w mieście Chiba w Japonii. Budowa tego 23-piętrowego wysokościowca zakończyła się w 1993 roku. Jego wysokość sięga prawie 107 metrów, a powierzchnia biurowa wynosi 173 068 m². Zaprojektowany został przez Taisei Construction Co. Ltd. (współtwórcę np. Almas Tower w Dubaju). Ostatnie piętro znajduje się na wysokości 96 metrów.